# Ian MacRae

a Compétitions nationales et continentales officielles uniquement.

b Matchs officiels uniquement.
Dernière mise à jour le 23 mai 2025.
 Ian Robert MacRae  (né le 6 avril 1943 à Christchurch, en Nouvelle-Zélande) est un ancien joueur de rugby à XV, qui a joué avec l'équipe de Nouvelle-Zélande. Il évoluait au poste de trois-quarts centre (1,88 m).

## Carrière
Ian MacRae joue 85 matchs avec la province de Hawke's Bay puis devient l'entraîneur de cette équipe.
Il dispute son premier test match avec l'équipe de Nouvelle-Zélande  le 16 juillet 1966 contre les Lions britanniques. Son dernier test match est contre l'Afrique du Sud, le 12 septembre 1970. 
Il est trois fois capitaine de l'équipe de Nouvelle-Zélande.

## Palmarès
- Nombre de test matchs avec les Blacks :  17
- Nombre total de matchs avec les Blacks :  45